# Festivaluri japoneze
În Japonia există foarte multe sărbători și festivaluri, dată fiind diversitatea culturală foarte mare. Unele au rădăcini în festivalurile chinezești ținute acum câteva secole, însă s-au modificat atât de mult încât nu se mai aseamănă cu predecesorii lor. Există și sărbători ce sunt ținute doar în anumite regiuni (ex. Tobata Gion) nemaifiind cunoscute și în alte părți ale Japoniei. Altele și-au păstrat caracterul religios, budist sau șintoist, existând chiar și sărbători profane. Din punct de vedere climateric, Japonia este o țară cu patru anotimpuri distincte, iar multe sărbători anuale sunt asociate cu schimbarea anotimpurilor.

## Sărbătoarea Anului Nou
Japonezii sărbătoresc sfârșitul unui an și începutul următorului cu mare fast și pasiune. Perioada sărbătorită se numește shogatsu, care într-un sens foarte larg se referă la prima lună a anului. Pe întâi ianuarie familiile japoneze se reunesc pentru a bea un anume tip de sake, care se presupune că asigură o viață lungă, pentru a mânca un anume tip de supă cu orez care, după obicei, șterge orice amintire rea care a rămas din anul precedent. 
Japonezii își decorează ușa de la intrarea în casă cu ramuri de pin și cu ghirlande de paie, care feresc, în mod simbolic, de intrarea oricărui lucru necurat în casele oamenilor. Se vizitează, de asemenea, temple unde japonezii se roagă pentru a avea noroc în anul ce urmează și cumpără săgeți aducătoare de noroc, precum și casele rudelor și prietenilor pentru a se felicita reciproc cu ocazia Anului Nou. Mulți copii japonezi își petrec vacanțele absorbiți de jocurile pe calculator, dar există, de asemenea, mulți copii care preferă să participe la jocurile tradiționale specifice Anului Nou. În anii 1960, spectacolele cu Simfonia nr. 9 de Beethoven, acompaniată de coruri, a devenit o tradiție legată de trecerea dintre ani. În Japonia, celebrarea Anului Nou este cel mai important eveniment din calendar, toate companiile și instituțiile guvernamentale oprindu-și activitatea în primele trei zile ale anului. 

## Sărbătoarea Setsubun

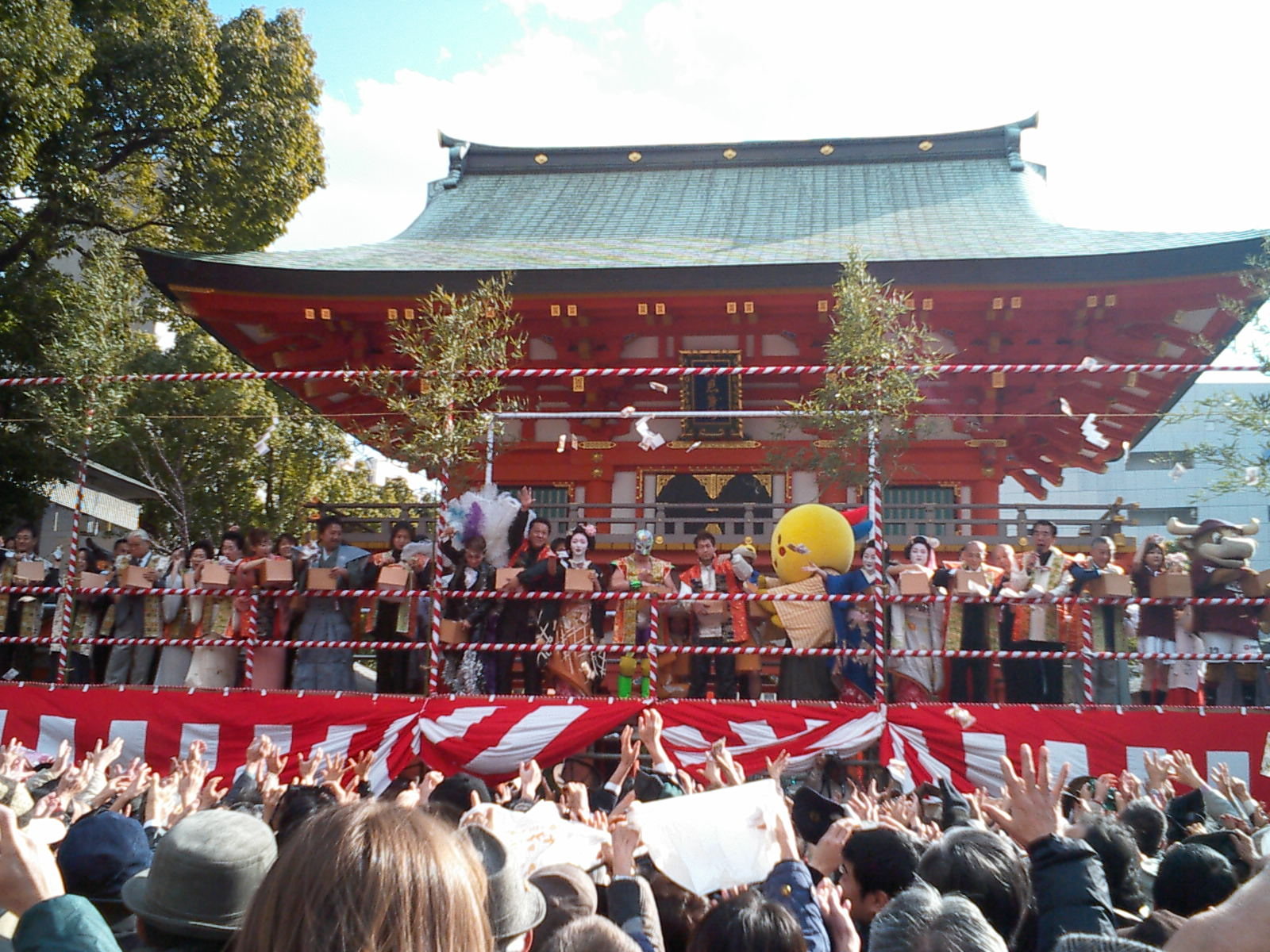
Celebrități aruncă fasole prăjită în Altarul Ikuta, Kobe, cu ocazia Setsubun

În trecut cuvântul setsubun se referea la oricare dintre schimbările anotimpurilor, dar astăzi se referă în special la ziua de 3 sau 4 februarie, momentul în care începe primăvara în mod tradițional. Conform calendarului vechi, prima zi a primăverii marca și începutul anului nou, iar ziua precedentă setsubun-ului reprezentă ultima zi a anului care a trecut. Modul tradițional de a sărbători această zi este prin împrăștierea boabelor de fasole prin casă, pentru a feri familia de spiritele rele.

## Festivalul păpușilor
Festivalul păpușilor sau hina matsuri, este celebrat în data de 3 martie, când familiile japoneze cu fete expun în interiorul casei un set de păpuși reprezentând vechea familie imperială. De asemenea, cu ocazia acestui festival se bea un anume tip de sake alb îndulcit.

## Ziua Copiilor
A cincea zi din a cincea lună a fost sărbătorită în China și Japonia din timpuri străvechi. În Japonia, data de 5 mai a fost transformată în sărbătoare națională în anul 1948. Cu toate că sărbătoarea se numește Ziua Copiilor, acest festival este doar pentru băieți. Familiile japoneze cu băieți atârnă, în afara caselor lor, panglici reprezentând crapi, simbol al puterii, și expun armuri și păpuși reprezentând samurai în interiorul casei. De asemenea, cu această ocazie se mănâncă prăjituri speciale din orez.

## Festivalul Tanabata
Sărbătorit pe 7 iulie, sau pe 7 august în unele zone ale Japoniei, Festivalul Tanabata își are originile într-o legendă populară chineză care povestea despre întâlnirea romantică, o dată pe an, a două stele din Calea Lactee: Steaua Văcarului (Altair) și Steaua Țesătoarei (Vega). În ziua festivalului oamenii își scriu dorințele pe fâșii de hârtie colorată, pe care mai apoi le prind de ramurile arborilor de bambus. Sărbătoarea este asociată cu ziua îndrăgostiților. 

## Festivalul Bon
Japonia este țara care își sărbătorește cu regularitate și mult respect toate sărbătorile naționale, care sunt în număr de treisprezece. Ultima dintr-un an calendaristic este cea care celebrează ziua de naștere a împăratului (23 decembrie), dar pe lângă acestea se organizează de asemenea și multe festivaluri regionale.
În mod tradițional, Festivalul Bon se întinde pe mai multe zile, în jurul datei de 15 august (sau 15 iulie), când sufletele celor morți se reîntorc, conform tradiției, la casele lor. În această perioadă a anului mulți japonezi fac excursii în locurile natale pentru a vizita mormintele strămoșilor lor. În timpul acestui festival, oamenii aprind lanterne, făcute din lemn și hârtie, care au scopul de a călăuzi sufletele morților spre și dinspre casele lor; se aduce mâncare ca ofrandă celor decedați și se dansează bon odori (dansuri speciale). Lanternele sunt de obicei trimise pe apă, în josul râurilor. De asemenea, o tradiție budistă cere japonezilor să-și aducă omagiul la mormintele strămoșilor lor în timpul echinoxului de primăvară, în jurul datei de 21 martie, precum și în timpul celui de toamnă, în jurul datei de 23 septembrie.
Japonia are o veche tradiție de a organiza festivaluri cu scopul de a invita și primi cu bucurie zeii, de a-i sărbători și de a se reuni spiritual cu ei. Multe dintre aceste evenimente, precum festivalul Gion din Kyoto și Festivalul Okunchi din Nagasaki, găzduiesc parade cu care de procesiune splendid împodobite. Deseori, în timpul acestor festivaluri, raioanele comerciale se întrec unul pe celălalt în decorații, pentru a realiza cea mai atrăgătoare prezentare.

## Festivalurile agricole
Încă din timpul perioadei Yayoi (cca. 300 î.e.n.-300 e.n.), agricultura a jucat rolul principal în aprovizionarea cu alimentație a Japoniei, iar de aceea multe festivaluri sunt legate de producția agricolă, în special de cea a orezului.
Ceremoniile șintoiste ținute cu ocazia Anului Nou au fost inițial festivaluri în care japonezii se rugau pentru a avea o recoltă bună în anul viitor, iar cultivarea orezului și alte festivaluri legate de muncile câmpului sunt și astăzi sărbătorite pe întreg teritoriul Japoniei. Fete îmbrăcate în kimono, cu mânecile lungi legate la spate, plantează orezul în timp ce muzicanți cântă în apropiere la tobe, flaute și clopote. Dansul tradițional asociat unor astfel de festivaluri s-a dezvoltat treptat ca parte integrantă a teatrului no.
Toamna se țin festivaluri cu ocazia recoltelor, iar primele fructe ale pământului sunt oferite zeilor. La sate, întreaga comunitate sărbătorește festivalul toamnei, iar în multe zone ale Japoniei, care de procesiune purtând zeități simbolice sunt expuse pe străzi. La Palatul Imperial, împăratul aduce ofrande în grâne și produse zeilor.

## Festivalurile verii

Imagini din timpul festivalului Gion Matsuri 2004

În timp ce multe festivaluri de primăvară sunt ținute cu scopul de a îmbuna zeii și a avea o recoltă bună, iar festivalurile de toamnă, pentru a mulțumi pentru aceasta, majoritatea festivalurilor de vară au scopul de a-i feri pe japonezi de boli. Dintre cele mai importante trei festivaluri japoneze – Festivalul Gion din Kyoto, Festivalul Tenjin din Osaka și Festivalul Kanda din Tokyo – două dintre ele, respectiv festivalurile Gion și Tenjin au un astfel de scop.
Festivalul Gion, Gion Matsuri ținut pe data de 17 iulie, faimos pentru cele 32 de care de procesiune expuse în paradă pe străzi, a fost inițial festivalul unui cult cu o răspândire largă, începând cu perioada Heian (794-1185), pe tot parcursul evului mediu. Simpatizanții acestui cult credeau că bolile și epidemiile erau cauzate de spiritul unor oameni puternici care au murit lăsând în urma lor invidie. Deoarece epidemiile apăreau frecvent în timpul verii, majoritatea festivalurilor de vară aveau scopul de a împăca oamenii cu spiritele care au cauzat epidemiile.
În timpul Festivalului Tenjin, care își are de asemenea originile în credințele unui cult, un mare număr de bărci încărcate cu tobe și păpuși urmăresc bărci care poartă care de procesiune colorate în josul râurilor din Osaka. 
Unul dintre cele mai mari festivaluri de vară japoneze, care atrage muți turiști în fiecare an, este festivalul Nebuta. Acest festival se desfășoară în prefectura Aomori dar și în alte zone din nordul Japoniei, la începutul lunii august. Festivalul este caracterizat prin parada unor imense care de procesiune din hârtie, luminate din interior, având reprezentări ale unor personalități japoneze din trecut și prezent. Se crede că festivalul își are originea într-un ritual care alunga somnolența, cuvântul nebuta derivând de la cuvântul japonez care are sensul de a dormi. 
Festivalul Okunchi din Nagasaki, organizat în luna octombrie, celebrează recolta din anul respectiv. Festivalul este renumit pentru dansurile cu dragoni, originare din China, în timp ce carele de procesiune reprezentând vase de comerț din perioada Edo (1603-1868), balene și alte simboluri sunt etalate în întreg orașul.
Japonia are treisprezece sărbători naționale, ultima dintr-un an calendaristic fiind cea care celebrează ziua de naștere a împăratului (23 decembrie); se organizează de asemenea și multe festivaluri regionale.